# With General Pancho Villa in Mexico
With General Pancho Villa in Mexico è un cortometraggio del 1913 su Pancho Villa che appare (non confermato) di persona. La fotografia è di Charles Rosher.